# Johann Beck
Johann Beck est un ancien arbitre de football de nationalité autrichienne des années 1940.

## Carrière
Il a officié dans une compétition majeure : 
- JO 1948 (1 match)